# 萬卡韋利卡省

萬卡韋利卡省（西班牙語：Provincia de Huancavelica）是秘魯的省份，位於該國中南部萬卡韋利卡大區，首府是萬卡韋利卡，面積4,215平方公里，2006年人口136,975，人口密度為每平方公里32人。
12°47′09″S 74°58′22″W / 12.78583°S 74.97278°W